# Linguatec
Linguatec Sprachtechnologien GmbH è un fornitore di tecnologie linguistiche leader nel mercato ed è specializzata nei settori di traduzione automatica, sintesi vocale e riconoscimento vocale; è stata fondata a Monaco di Baviera nel 1996 e ha sede nel quartiere di Pasing.
Divenne famosa per aver messo gratuitamente a disposizione risorse linguistiche sul web: il dizionario LinguaDict e il traduttore automatico di testi PT Online sono gestiti da Linguatec.
L'azienda ha ricevuto molti riconoscimenti grazie agli innovativi prodotti offerti ed è stata insignita per tre volte dell'European Information Society Technologies Prize, premio che viene assegnato dal 1995 per il contributo allo sviluppo di prodotti particolarmente innovativi nel settore informatico.
Il sito web di Linguatec si è arricchito di una nuova funzione di "navigazione Internet senza barriere". L'utente può ascoltare le informazioni offerte dal servizio online Voice Reader Web, riprodotte con voce relativamente naturale in ciascuna lingua.

## Componenti centrali
- Traduzione automatica

Personal Translator, disponibile in sette coppie linguistiche, offre traduzioni per target diversificati: dall'utente privato all'utilizzo professionale all'interno di una rete aziendale Intranet. Dizionari tecnici vengono inoltre messi a disposizione per ampliare le risorse terminologiche di base.
- Sintesi vocale

Il programma di sintesi vocale Voice Reader offre una riproduzione con voce relativamente naturale in dodici lingue: tedesco, inglese britannico, inglese americano, francese, francese canadese, spagnolo, spagnolo messicano, italiano, olandese, portoghese, ceco, cinese.
- Riconoscimento vocale

Voice Pro si basa sulla tecnologia ViaVoice di IBM. Esiste un software speciale rivolto a medici e studi legali.

## Brevetti
- 2005 Domanda di brevetto per una tecnologia ibrida sviluppata di recente che si avvale dell'intelligenza di reti neurali per la traduzione automatica.

## Riconoscimenti
- 2004 European IT Prize per Beyond Babel
- 2004 Vincitore di Stiftung Warentest per la migliore funzione di riconoscimento vocale [1]
- 1998 European IT Prize per l'applicazione di riconoscimento vocale
- 1996 European IT Prize per la traduzione automatica

## Ricerche
- 2005 Università di Ratisbona: Test degli utenti su Voice Reader
- 2002 Fraunhofer-Institut für Arbeitswirtschaft und Organisation IAO (Economia e Organizzazione aziendale): Studio degli utenti sull'Efficienza della traduzione automatica